# EBITA
EBITA (сокр. от англ. Earnings before interest, taxes, and amortization) — аналитический показатель, равный объёму прибыли до вычета расходов по выплате процентов, налогов и начисленной амортизации. Это финансовый показатель, широко используемый как показатель эффективности и прибыльности.
Чтобы рассчитать показатель EBITA, необходимо к прибыли до налогообложения (EBT), которая отражается в отчете о прибылях и убытках, добавить проценты и амортизационные отчисления. EBITA = прибыль до налогообложения (EBT) + расходы по выплате процентов + расходы на амортизацию.
EBITA — это вариант более часто используемого показателя EBITDA, который не учитывает издержки на амортизацию. Оба используются для оценки операционной рентабельности компании, то есть прибыли, которую фирма генерирует в ходе обычной деятельности, игнорируя капитальные затраты и финансовые затраты. Оба показателя иногда считаются показателями денежного потока.
Когда амортизация равна нулю, EBITA = EBIT.